# Tonă Echivalent Petrol
Tona Echivalent Petrol (TEP) (engleză Tonne of oil equivalent - toe) este o unitate de măsură a energiei. În principiu ea este egală cu energia chimică eliberată prin arderea unei tone de petrol.

## Definire
Petrolul este o substanță a cărei compoziție nu este constantă, astfel că puterea calorifică (căldura de ardere) variază în funcție de sortiment. Pentru a avea un termen de comparație comun, Agenția Internațională pentru Energie (IEA) a recomandat să se considere o putere calorifică de 10 000 kcal/kg, iar drept valoare a caloriei să se ia caloria internațională, egală prin definiție cu 4,1868 J. Ca urmare, o tonă de echivalent petrol este egală cu 41 868 MJ, adică 41,868 GJ.
Unele organizații folosesc alte valori:
- 1 TEP = 42 GJ[2]
- 1 TEP = 41,85 GJ[3][4]
- 1 TEP = 7,11 , 7,33 sau 7,4 Baril Echivalent Petrol (engleză barrel of oil equivalent - boe)
- 1 TEP în unele lucrări care tratează energia regenerabilă = 45,217 GJ.[5]

## Conversii
- 1 TEP = 11,63 MWh (exact)
- 1 TEP = 10000/7000 tcc (tonă de combustibil convențional) (exact)
- 1 TEP = c. 6,841 BEP
- 1 TEP = 39,683 MBtu (cu valoarea 1 Btu internațională = 1055,056 J[6])

Există și alte conversii, care însă depind de valorile luate în considerare pentru densitatea combustibililor și pentru puterea lor calorifică, astfel că, fără a cunoaște exact aceste valori, aceste conversii nu sunt recomandate.

## Conversia în energie electrică
TEP se referă la energia chimică a combustibililor, astfel că dacă se dorește estimarea energiei electrice care se poate obține prin arderea lor, trebuie luat în considerare randamentul net al termocentralelor. Un raport din 2007 al British Petroleum estimează acest randament la c. 38 %, adică practic dintr-o TEP se pot obține c. 4,4 MWh.

## Multipli
Kilotone de echivalent petrol, cu simbolul ktep, echivalează cu  1.000 de tep.
Megatone echivalent petrol, cu simbolul Mtep, echivalează cu 1.000.000 de tep.